# عائلة عبو

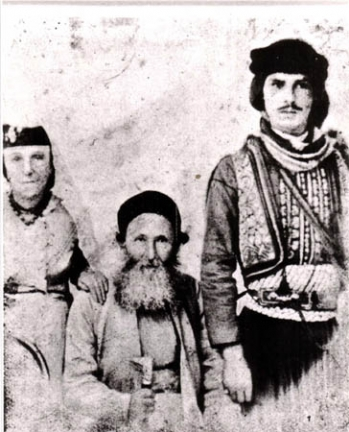
الحاخام القنصل يعقوب عبو وزوجته إستير مالكا، مع الحارس الشخصي

عائلة عبو (משפחת עבו) هي عائلة يهودية هاجرت إلى أرض فلسطين من الجزائر عام 1817 واستقرت في صفد لأنها مركز روحي مهم لمعتقدات القبالة ولقربها من جبل الجرمق حيث قبر الحاخام شمعون بار يوخاي.
اللقب عبو يأتي من اسم عبو وهو اسم بربري وهو اختصار للاسم العربي عبد الله ويتوافق مع الاسم التوراتي عباديا. ساهم استيطان عائلة عبو في صفد، إحدى أكثر العائلات احترامًا وثراءً في الجزائر، بشكل كبير في تعزيز وأمن المجتمع اليهودي المحلي، ولعب دورًا رائدًا في بدء الاستيطان الصهيوني الزراعي في الجليل ووادي الحولة. لمدة ثلاثة أجيال متتالية، عمل أفراد العائلة كقناصل لفرنسا في الجليل، في ظل النظام العثماني خلال "فترة الاضمحلال". تقليد عائلي يعود تاريخه إلى النصف الأول من القرن التاسع عشر وما زال محفوظًا حتى يومنا هذا، هو موكب كتاب التوراة القديم مساء الثالث من عمر من بيت عبو في صفد إلى قبر شمعون بار. 
مؤسس عائلة عبو في فلسطين هو الحاخام شموئيل عبو. ولد في الجزائر العاصمة عام 1789 لوالده إبراهيم الذي كان تاجرًا ثريًا وصاحب عقار. تم ترسيم شموئيل في الحاخامية وفي عام 1817 هاجر مع عائلته إلى فلسطين واستقروا في صفد. وولد له ثلاثة أبناء: إبراهيم، إسحاق ويعقوب، وابنتان: سارة وسمحا.
كان وضع اليهود صفد في بداية القرن التاسع عشر سيئًا وبائسًا. لقد عانوا بشكل مستمر من مضايقات جيرانهم العرب الذين كانوا يهاجمونهم في أي وقت. وطالب الحاخام شموئيل عبو السلطات بمنح اليهود الحق القانوني في الدفاع عن أنفسهم بالسلاح. وعندما لم يستجب له ذهب إلى الجزائر العاصمة وبجهود زعماء الطائفة وأعيانها  عُيَّن قنصلاً عاماً في الجليل من قبل الحكومة الفرنسية، وسرعان ما أصبح أحد زعماء الطائفة اليهودية البارزين.
كان أول عمل قام به كقنصل هو وضع عدد كبير وحاسم من أعضاء المستوطنة اليهودية في صفد وطبريا تحت حماية الحكومة الفرنسية، من خلال تسجيلهم كرعايا لها. وكان بيت عبو، التي رفع على بوابته العلم الفرنسي، ملجأ للكثيرين، من اليهود وغيرهم، من اضطهاد السلطات العثمانية.
وبعد سنوات قليلة، أبحر الحاخام شموئيل عبو إلى الهند وحصل من ديفيد ساسون على احتكار التجارة في صبغة الملابس النيلية، المصنوعة من نبات النيلي السحري (النيلي) في فلسطين وما حولها. وفي الهند واجه لأول مرة مسألة طائفة بني إسرائيل، وعند عودته إلى فلسطين  طرح الموضوع أمام حاخامات صفد والقدس، وحكموا بعد تحقيق متواصل بأن "بني إسرائيل" يهود بكل المقاييس. وفي عام 1952، تم التصديق على نفس الحكم من قبل الحاخامية الكبرى في إسرائيل برئاسة الحاخام يتسحاق نسيم والحاخام أيسر يهودا أونترمان.
أحد أهم مشاريع الحاخام شموئيل عبو كان بناء الهيكل فوق قبر الحاخام شمعون بار يوشاي على جبل الجرمق. وحتى وصوله كان المبنى مهملاً ومهجوراً. قام بتسييج قطعة أرض القبر، وأقام مبنى الكنيس فوقه، وقام بترميم أنقاض كنيس آري في صفد. وبعد الزلزال الكبير، ساعد في إعادة بناء الحي اليهودي في صفد وشحاريف، بل ودعا عمالاً محترفين من دمشق لهذا الغرض. الغرض: اشترى الحاخام شموئيل أبو عام 1870 حوالي 7000 دونم من الأراضي الزراعية في قرية ميرون، واستوطنت هناك عشرات العائلات اليهودية من كردستان.
وفقًا للمؤرخ يوسف شرفيط، أسس عميد الأسرة الحاخام شموئيل عبو، نوعًا جديدًا من القيادة يجمع بين طرق متعددة الأوجه للنشاط العام: بصفته حاخام طائفة السفاردية في صفد ورئيسًا لكوليل السفارديم، وقنصلاً لفرنسا يرعى الجالية الفرنسية في أنحاء الجليل، ومُخلِّصًا للأراضي متعدد المهام، سار الاقتصادي بين مختلف الأقليات التي تعيش في شمال فلسطين تحت الحكم العثماني كان الحاخام شموئيل عبو أيضًا أحد القادة البارزين في الطائفة السفارديم في صفد الذين ساهموا في تعاون وثيق ودافئ ومحترم مع الطائفة الأشكناز في المدينة. وكان على علاقة وتعاون وثيق مع الحاخام شموئيل هيلر زعيم الأشكناز في صفد. وكان الاثنان، لسنوات عديدة، عنوان موشيه مونتيفيوري في صفد.
في عام 1870 - قبل ثماني سنوات من تأسيس مستوطنة بتاح تكفا - أسس الحاخام شموئيل عبو أول مستوطنة يهودية أقيمت في القرن التاسع عشر على أرض جبل الجرمق. وفي شهر آير 1878، بمبادرة وتشجيع من عائلة عبو، استقرت حوالي 30 عائلة على أرضي قرية الجاعونة العربية وأنشأت هناك مستوطنة تسمى "جاي أوني" (الاسم السابق لروش بينا)، وبهذا يكون أفراد عائلة عبو قد سبقوا أصحاب العليا الأولى، الذي يعتبرهم التأريخ المقبول رواد مشروع الهجرة والاستيطان الصهيوني، ويتجاهل، لسبب ما، المستوطنات الزراعية التي تأسست في وقت سابق.
"لقد مكن عمل أفراد عائلة عبو من الاستيطان اليهودي في روش بينا، ويسود حمعالا، ومشمار هياردين، وجنوب غرب الجولان، ومحناييم وعين زيتيم" - يكتب الدكتور يوسف شرفيط في عمله البحثي، فرنسا في الجليل في القرن التاسع عشر". وفقًا لشارفيط، تم شراء أراضي العديد من هذه المستوطنات لأول مرة من قبل عائلة عبو، ثم تم بيعها لاحقًا للمهاجرين من أوروبا. وفقًا لشارفيط، على الرغم من أن عائلة عبو هي لحم المستوطنة القديمة، فإن تاريخها يؤيد الادعاء بأن المستوطنة الإسبانية القديمة تبشر ببراعم المستوطنة الجديدة وتشكل جذورها.
قامت عائلة عبو بشراء الأراضي في جميع مناطق صفد. في عام 1872 سجل الحاخام يعقوب عبو باسمه ثلث أراضي قبيلة عرب الزبيد البدوية الواقعة على ضفاف بحيرة الحولة في شرق صفد في مقابل الحماية الضرائبية. واستقر بالأرض الأخوان شلومو وشاؤول مزراحي أبناء الحاخام حاييم ناحوم مزراحي، والحاخام وديان من كوليل السفارديم في صفد وسبع عائلات أخرى من سفارديم المدينة كانوا مستأجرين على الأرض. الاسم الذي أطلق على المكان: مي ماروم. لاحقًا، عندما أسس اليهود من مزراح مستعمرتهم هناك، يسود حمعالا انضمت إليهم عائلة مزراحية كانت من بين مؤسسي المستعمرة. في الوقت نفسه، قام آل عبو أيضًا بشراء الأراضي في جبل الجرمق وفي حوالي عام 1872 قاموا بتوطين فلاحين من أقاربهم اليهود فيها. حدت الأراضي الجبلية في المكان من إمكانيات الزراعة، فغادر المزارعون اليهود وتم تأجير الأرض للمزارعين العرب. ولم يبق في المكان سوى الحراس من اليهود. وكان هذا النوع من النشاط أيضًا موجداً لدى المجتمع الأشكنازي في صفد وقيادته، مثل شراء الأراضي في عين زيتون والاستيطان في الجاعونة عام 1878، بتشجيع ودعم قادة المجتمع مثل الحاخام شموئيل هيلر و مردخاي سيجال. هذه هي الروح التي نفخت في مستوطنة صفد اليهودية، بمختلف أجزائها، وبالتالي فهي سبقت فعلياً المشروع الاستيطاني العليا الأولى.
بوفاة الحاخام شموئيل عبو عام 1879، انتقل منصب الحاخامية ومنصب القنصل إلى ابنه يعقوب عبو، الذي كان أول فرد من عائلة عبو يولد في فلسطين. واصل السير على خطى والده العلنية وقام بتوسيع مبنى كنيس شمعون بار يوخاي. وفي أواخر الثمانينيات، أضاف مجموعة من الحرفيين اليهود من شمال إفريقيا إلى مستوطنة ميرون بمبادرة منه.
في عام 1882، ساعد الحاخام يعقوب عبو داود شوف في شراء أراضي روش بينا، واشترى الأرض لمستعمرات يسود حمعالا لمستوطنين أوكران عام 1883، ومشمار هياردين لمستوطنين بولنديين وأشكناز عام 1884. يروي ديفيد شواف في مذكراته التي تظهر في كتاب أبراهام يآري ذكريات أرض إسرائيل، أنه عندما أصدرت السلطات التركية قرارًا بوقف الاستيطان في روش بينا، لجأ إلى السلطات في دمشق مسلحًا برسالة توصية من الإخوة عبو إلى الحاخام مركادو الكالاي في دمشق، وكان هذا الضغط مفيداً وتم إلغاء المرسوم.
تزوج الحاخام يعقوب عبو من إستير مالكا، ابنة الحاخام يتسحاق كوهين، حفيدة الحاخام نفتالي كوهين تسيدك من ليفربول، خلال زيارة قامت بها إلى فلسطين مع عائلتها.
توفي في منزله في صفد عام 1899 إثر حادث لم يتعاف منه قط عن زهاء 58 عامًا.